# تالوفکا (داغستان)
تالوفکا (به لاتین: Talovka) یک منطقهٔ مسکونی در روسیه است که در داغستان واقع شده‌است.